# Iftikhar-ad-Dawla
Iftikhar-ad-Dawla (àrab: افتخار الدولة, Iftiẖār ad-Dawla, literalment ‘Orgull de la Nació’) fou el governador fatimita de Jerusalem durant el Setge de Jerusalem, a la Primera Croada. El 15 de juliol es va rendir i entregà Jerusalem a Ramon IV de Tolosa, comte de Tolosa i marquès de Provença, a la Torre de David; després fou escortat fora de la ciutat amb la seva guàrdia.
Es tenen poques dades sobre Iftikhar-ad-Dawla, tot i que és mencionat com a governador d'Ascaló, la qual cosa pot suggerir que podria haver estat governador fatimita de tota Palestina. El cronista sirià Bar Hebreu s'hi refereix com «un home de la regió dels egipcis», la qual cosa podria indicar que era un home d'origen nubià o sudanès, atès que les fonts àrabs sovint expressen així aquest procedència ètnica. L'autobiografia d'Ussama ibn Múnqidh menciona un emir anomenat Iftikhar-ad-Dawla, la germana del qual estava casada amb el seu oncle, el governador de Xaizar.

## Defensa de Jerusalem
Iftikhar-ad-Dawla tenia una forta guarnició composta per tropes àrabs i sudaneses. Quan va rebre notícies de l'avanç dels croats, enverinà tots els pous d'aigua de l'exterior de Jerusalem, feu portar les provisions dels camps a dins de la ciutat i envià un missatge urgent a Egipte on sol·licitava reforços. Després ordenà a tots els cristians, que en aquell moment eren la majoria de la població de la vila, que l'evacuessin i permeté als jueus que s'hi quedessin. Tot i que la guarnició estava ben equipada, no hi havia prou homes per protegir totes les muralles, i finalment es veié superat per un setge que durà sis setmanes.